# Nizkiz
Nizkiz — білоруський рок-гурт, який виконує пісні російською і білоруською мовами. Створений у 2008 році у Могильові.
У січні 2024 року було затримано трьох учасників групи: Олександра Ільїна, Сергія Кульшу та Дмитра Холявкіна. Учасників групи спочатку судили за адміністративною статтею, а навесні того ж року за участь у протестах 2020 року засудили до двох з половиною років «домашньої хімії» (обмеження волі без направлення до виправної установи відкритого типу) та внесли до списку «екстремістів».

## Дискографія
- 2012, CD «Nizkiz»[3]
- 2013, сингл «Тримай»
- 2013, сингл «Guantanama»[4]
- 2014, альбом у форматі 3plet «Guantanama»[5]
- 2014, сингл «Цяпер i далей»[6]
- 2015, альбом «Лірика»[7]
- 2015, сингл «Секунда»
- 2015, сингл «Цемра»
- 2016, сингл «Миражами»
- 2017, сингл «Здесь»
- 2017, альбом «Синоптик»
- 2018, сингл «Интроверт»
- 2018, сингл «Люстэрка»
- 2019, альбом «Сомнамбула»
- 2019, сингл «Немею»
- 2020, сингл «Правілы»
- 2021, сингл «Блізка»

## Склад
- Дмитро Холявкін — барабани
- Леонід Нестерук — гітара
- Олександр Ільїн — вокал, гітара
- Сергій Кульша — бас-гітара

## Відеографія
- 2013, Кроме[8]
- 2013, Это Я Сам[9]
- 2015, Лірика (lyrics video)[10]
- 2018, Небяспечна
- 2018, Люстэрка
- 2019, Интроверт.

## Лінки
- Nizkiz в программе «Belsat Music Live» на YouTube
- Офіційний канал на YouTube [Архівовано 26 серпня 2020 у Wayback Machine.]